# Pim-Pim Tché : Toast de vie
Pour plus de détails, voir Fiche technique et Distribution.
Pim-Pim Tché : Toast de vie (qui veut dire en langue fongbé ma sale garce) est le deuxième long métrage de Jean Odoutan entièrement tourné au Bénin et le cinquième de sa carrière. C'est un film béninois qui raconte l'histoire d'une jeune fille de 17 ans qui est prête à faire toutes les arnarques sentimentales possible pour passer en classe de quatrième afin de bénéficier d'une bourse et de voler de ses propres ailes,.

## Synopsis
Chimène, jeune élève jouée par Aïcha Ouattara est d'une beauté renversante et à un corps magnifique. Seulement, cette beauté ne va pas  l'aider dans ses études. En effet, elle à déjà redoublé trois fois la cinquième et c'est sa dernière chance d'obtenir une bourse pour enfin être indépendante mais pour cela, il faut qu'elle passe en classe de quatrième. Pour ce faire, elle multiplie les conquêtes à travers les hommes aisés financièrement jusqu'au moment où elle se retrouve enceinte mais de qui,,,?

## Fiche technique
- Titre français : Pim-Pim Tché : Toast de vie
- Réalisateur : Jean Odoutan
- Scénario : Jean Odoutan
- Photographie : Laurent Dhainaut
- Son : Jérôme Ayasse
- Montage : Michel Klochendler
- Musique : Jean Odoutan
- Pays :  France /  Bénin
- Production : 45rdlc
- Coproduction : TABOU-TABAC Films (Bénin)
- Producteur délégué : Jean Odoutan[7],[8].
- Durée : 91 minutes
- Date de sortie : 2010